# 2001 FQ185
2001 FQ185, também escrito como 2001 FQ185, é um objeto transnetuniano que está localizado no cinturão de Kuiper, uma região do Sistema Solar. Ele é classificado como um twotino, pois, o mesmo está em uma ressonância orbital de 1:2 com o planeta Netuno. Ele possui uma magnitude absoluta de 7,2 e tem um diâmetro estimado de cerca de 160 km.

## Descoberta
2001 FQ185 foi descoberto no dia 26 de março de 2001 pelo astrônomo Marc W. Buie.

## Órbita
A órbita de 2001 FQ185 tem uma excentricidade de 0,234 e possui um semieixo maior de 47,972 UA. O seu periélio leva o mesmo a uma distância de 36,751 UA em relação ao Sol e seu afélio a 59,192 UA.